# 海藤春樹
海藤 春樹（かいとう はるき、1947年3月28日 - ）は、日本の照明デザイナー、ライトコンポーザー。国内外の数多くのステージライティング、店舗の照明を手がける。株式会社海藤オフィス代表。一般社団法人 光と音・環境文化研究院 代表理事。

## 経歴
東京都出身。桐朋中学校・高等学校を卒業。日本大学藝術学部演劇学科卒業。
1970年頃から照明デザイナーとして活動開始。
演劇、ミュージカル、コンサートなどの舞台照明では「見せるもの」が一番引き立つような、「照明自体の存在を感じさせない照明」として常に独自の手法をつかい空間を作り出している。近年はアートディレクターとしても多くのプロジェクトを手がけている。
2006-2010年、芸大客員教授・東京芸術大学非常勤講師・ICSカレッジオブアーツ特別講師。
2012年『田中一光とデザインの前後左右』展より21_21 DESIGN SIGHTの展示照明デザインを担当

## 主なステージライティング
- 1971年 波瀬満子『ポエムリサイタル』
- 1972年 谷川俊太郎と一柳慧がつくる『波瀬満子ポエムリサイタル』
- 1973年 柳下則夫モダンバレエグループ フルブライト留学記念公演
- 1977年 和田弘とマヒナスターズ全国ツアー
- 1978年 東京キッドブラザーズ『冬のシンガポール』他多数
- 1979年 水前寺清子コンサートツアー
- 1980年 柳下則夫「メディアα」宇崎竜童
- 1981年 東京キッドブラザーズ『SHIRO』IN N.Y.
- 1982年 戸田恵子ファーストコンサート『シャイニング・ナウ』
- 1983年 フランク永井コンサートツアー
- 1984年 ミュージカル・ボードビル『シュガーゲイム』
- 1985年 三宅一生パーティー『一生たち』
- 1986年 林英哲 和太鼓ブループ アメリカ・ヨーロッパツアー
- 1987年 サントリーホールオープニングシリーズ『闇に吠えるオーボエは!!』
- 1988年 林英哲コンサート IN シドニー・メキシコ
- 1989年 山下洋輔＆林英哲コンサート アフリカツアー
- 1990年 三枝成彰コンサートツアー
- 1991年 林英哲コンサート
- 1992年 デヴィッドシルヴィアン＆ロバート・フィリップ コンサート『ザ ファースト デイ』
  - 林英哲コンサート南米ツアー
- 1993年 アートパフォーマンス『HIBINO&KAITO IN KYOTO』（平安建都1200年記念協会事務局スペース）
  - デヴィッド・シルヴィアン＆ロバート・フリップ　ワールドツアー’93（日本～アメリカ～ヨーロッパ）
- 1994年 『Sound Installation Series #5 Redemption David Sylvian + Robert Fripp Supporting Artists: Haruki Kaito, Adam Lowe』[1]
- 1996年 NODA・MAP 『赤鬼』
- 1997年 SUGIZO『ABSTRACT DAY』
- 2007年 『柳下規夫モダンダンス2007 50th ANNIVERSARY』
  - 『〈David Sylvian The World Is Everything Tour Japan 07〉』
- 2013年 林英哲 『迷宮の鼓美術少年』
  - 青森大学男子員体操部（三宅一生企画公演・国立代々木競技場第二体育館）[2]
- 2015年 林英哲『英哲 音楽会』
- 2016年 藝大21 和楽の美 邦楽絵巻「大和は国のまほろば」
- 2017年 林英哲『独奏35周年メモリアル・コンサート あしたの太鼓打ちへ[3]』
- 2018年 青春五月党復活公演Vol.1『静物語』[4]
- 2019年 青春五月党復活公演（再演）『静物語』
  - 『紋の会』
- 2021年 林英哲演奏活動50周年記念公演 独奏の宴―「絶世の未来へ」～「祈り」「厄払い」、そして「良き未来」のための「ひとり舞台」、空前絶後、一世一代～（サントリーホール 大ホール）[5]

## 展覧会・展示会ライティングデザイン
- 1982年 ルネ・ラリック ガラス工芸展（PARCOスペース3）
- 1983年 ジェフリー・バンクスファッションショー
- 1984年 稲越功一写真展「女の肖像」
- 1985年 粟辻博テキスタイル展（松屋デザインぎゃらりー）
- 1986年 エッシャー展覧会（G.FACE）
- 1987年 鈴木エドワード個展（アクシスギャラリー）
- 1989年 鎌倉古都展ー寺の景観照明ー鎌倉古都展ーフィナーレコンサートー『古都大仏シンフォニー』（高徳院大仏前）
- 1990年 UNKO KOSHINO ART FUTUR（メトロポリタン美術館 N.Y.）
- 1991年 デヴィッド・リンチ展（東京現代美術館）
- 1992年 F1チーム『トレブロン』発足式（赤坂プリンスホテル）
- 1993年『デヴィッド・クローネンバーグの世界』（渋谷西武Bフォーラム）
- 1997年 パリ日本文化会館『オープニング展覧会』
- 1994年 デヴィッド・シルヴィアン＆ロバート・フリップ＆海藤春樹コラボレーション（P3aアート＆エンパイロンメント）
- 2012年『田中一光とデザインの前後左右』(21_21 DESIGN SIGHT)
- 2013年『デザインあ展』（21_21 DESIGN SIGHT）
- 2014年 ISSEIMIYAKE 新メンズフレグランス発表会
  - ggg 銀座グラフィックギャラリー：『勝井三雄・デザインの兆し展』
- 2015年 『単位展』(21_21 DESIGN SIGHT)
- 『動きのカガク展』(21_21 DESIGN SIGHT)
- 『建築家 フランク・ゲーリー展 "I Have an Idea"』(21_21 DESIGN SIGHT)
- 2016年 『MIYAKE ISSEI展』国立新美術館
  - 『デザインの解剖展 - 身近なものから世界を見る方法 -』(21_21 DESIGN SIGHT)[6]
- 2017年『そこまでやるか 壮大なプロジェクト展』(21_21 DESIGN SIGHT)
  - 『野生展』(21_21 DESIGN SIGHT)
- 2018年 『都市写真展』(21_21 DESIGN SIGHT)
  - 『民藝展』Another Kind of Art 展（21-21 DESIGN SIGHT 企画展）
- 2019年 『虫展 − デザインのお手本 −』（21-21 DESIGN SIGHT 企画展）
- 2020年 『トランスレーションズ展』(21_21 DESIGN SIGHT)

## 飲食店・商業施設ライティングデザイン
- 1984年 12か月ビル『ブラッセリ―EX』（東京・渋谷）
- 1985年 ライブハウスケントス（大阪）
- 1986年 Y’S FOR MEN（ブティック・札幌）
- 1987年 沼津倶楽部（飲食店 照明リニューアル 静岡県）
- 1988年 TSURU（バー 東京 西麻布）
- 1989年 釧路フィッシャーマンズ・ワーフ（釧路）
- 1990年 サントリービアレストラン『the earth』（東京 汐留）
- 1991年 東京都庁舎 都政情報センター 展示ホール
- 1992年 ソーホーズウェスト ロイズ＆青龍門（レストラン 東京 世田谷）
- 1993年 山の手ホテル（秋田 大曲）
- 1994年 立川基地跡地関連地区第一種市街地再開発計画 ファーレ立川
  - 立川シネマ・ワン（複合商業施設 アートディレクション）[7]
- 1995年 CRYSTAL CIRCUS FOREST（結婚式場 秋田 大曲 総合ディレクション）
- 1999年 『今治ひかり計画』今治城・港湾施設ライトアップ～しまなみ街道'’99～
- 2001年 東京銀座資生堂ビル（東京 銀座 共同ディレクション）
- 2004年 立川シネマ・ツー（東京 立川 総合ディレクション）
- 2008年 千本松 沼津倶楽部（静岡 沼津）[8]
- 2018年 フォレスト・イン・昭和館 ガーデンライティング
- 2019年 会津『御薬園』特別ライトアップ
- 2020年 ISSEY MIYAKE ショップ・ディスプレー照明リニューアル

## プロダクトデザイン
- コクヨ ファニチャー 『BOOTH シリーズ』
- 秋谷クラブ 『エントランス ボラード照明』

## 建築プロデュース
- クリスタルチャペルフォレスト（秋田県大曲市・総合ディレクション）
- 立川シネマ・ツー（東京都立川市・総合ディレクション）

## 受賞歴
- 1979 文化庁芸術祭優秀賞 柳下規夫構成・振付「楢山節考」
- 1983 第17回ＳＤＡ（日本サイン・デザイン協会）B類第1部門2準部門賞受賞
- 「オリンパスイメージタワー」
- 1988 日本照明家協会賞優秀賞 柳下規夫リサイタル「波止場」
- 1989 通産大臣官房商務流通審議官賞 トヨタ博物館
- 1990
  - ディスプレイデザイン年賞・通産大臣官房商務流通審議官賞サントリービアアリーナ「カラパラ」
  - 9th NashopLIGHTING CONTEST テイストライティング部門
  - 通産大臣官房商務流通審議官賞 釧路フィッシャーマンズワーフ「ムー」
  - 文化庁芸術祭優秀賞 地主律子舞踊公演「翔」
- 1991 通産大臣官房商務流通審議官賞・ディスプレイデザイン年賞
- 松下電器生活実験劇場「東京パーン」
- 1993 ディスプレイデザイン賞 奨励賞 SOHO’S WEST 「青龍門」
- 1995
  - 照明学会 照明普及賞優秀照明施設賞「ファーレ立川」
  - 通産省・グッドデザイン商品選定「アクセサリーダウンライト・シリーズ」（松下電工）
- 1996 日本照明家協会賞「優秀賞」 NODA・MAP「赤鬼」
- 1997
  - ディスプレイデザイン賞'97奨励賞・通産大臣官房商務流通審議官賞
  - 一生三宅「IM EXHIBITION」
  - ディスプレイデザイン賞'97奨励賞 大阪ビジネスパーク
  - 「パナソニック デジタルアートスクエア」
- 1998
  - （財）店舗システム協会　第11回ショップシステムコンペティション優秀入賞
  - 大阪ビジネスパーク「パナソニック デジタルアートスクエア」
  - ディスプレイデザイン賞'98優秀賞 アイムプロダクト「デニム展」
- 1999
  - ディスプレイデザイン賞'98優秀賞 アイムプロダクト・メン「デビュー展」
  - Lighting Slection '99 景観照明感謝賞「今治城ライトアップ」
- 2001
  - グッドデザイン賞 「東京銀座資生堂ビル」協働ディレクター
  - グッドデザイン賞 「昆虫王国・ふくしま」